# Her Life's Story
Her Life's Story er en amerikansk stumfilm fra 1914 instrueret af Joe De Grasse.

## Medvirkende
- Pauline Bush som Carlotta.
- Laura Oakley som Agnes.
- Ray Gallagher som Don Manuel.
- Lon Chaney som Don Valesquez.
- Beatrice Van.